# Белін (Румунія)
Белін (рум. Belin) — село у повіті Ковасна в Румунії. Адміністративний центр комуни Белін.
Село розташоване на відстані 171 км на північ від Бухареста, 18 км на північний захід від Сфинту-Георге, 30 км на північ від Брашова.

## Населення
За даними перепису населення 2002 року у селі проживали 1369 осіб.
Національний склад населення села:
| Національність | Кількість осіб | Відсоток |
| -------------- | -------------- | -------- |
| угорці         | 1090           | 79,6%    |
| румуни         | 220            | 16,1%    |
| цигани         | 56             | 4,1%     |

Рідною мовою назвали:
| Мова      | Кількість осіб | Відсоток |
| --------- | -------------- | -------- |
| угорська  | 1096           | 80,1%    |
| румунська | 234            | 17,1%    |
| циганська | 36             | 2,6%     |